# Mottainai

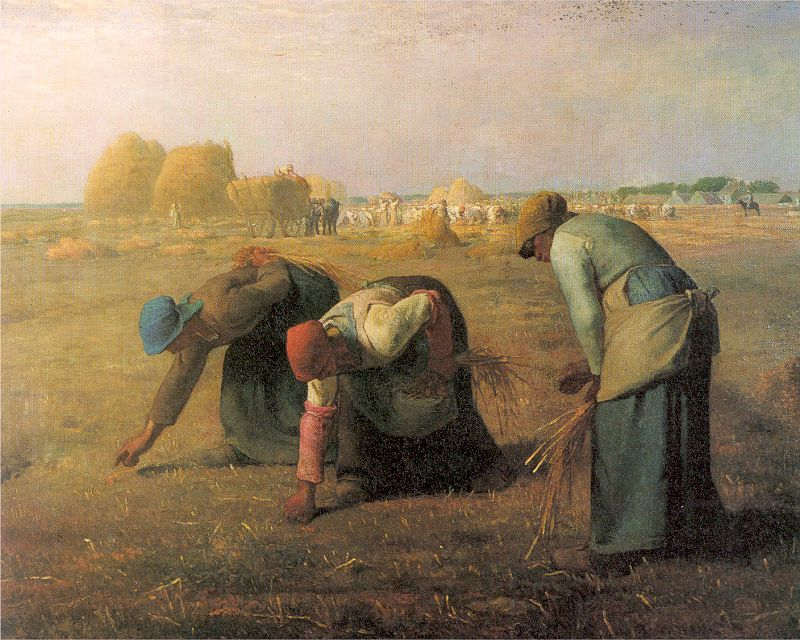
Las espigadoras (Jean-François Millet. 1857) representa un aspecto del concepto mottainai.

Mottainai (もったいない, 勿体無い) es un concepto japonés que se refiere a «un sentido de pesar ante el uso inapropiado de un objeto o recurso». Puede emplearse como interjección, «Mottainai!», cuando se echa a perder algo útil, como el tiempo o la comida. Además de este sentido de malgastado, también significa impío, irreverente o más de lo que uno merece.

## Usos
Mottainai en japonés se refiere a mucho más que los residuos físicos (de recursos) como en otras culturas. Puede referirse a una pérdida de esfuerzos y acciones, las actividades de despilfarro, pérdida de tiempo, pérdida de las almas, desperdicio de talento, desperdicio de la emoción, de la mente, desperdicio de los sueños, y un potencial desaprovechado.  Incluso se utiliza para referirse a patrones de pensamiento que engendran la acción de despilfarro.  Estas cosas se expresan como  もったいない 事  (mottainai koto?). Actividades que son Mottainai con frecuencia llevan a enojo o protesta cuando la persona que está observando la absoluta pérdida es incapaz de retener sus emociones. Los que no viven en lo negativo y no se resignan a seguir adelante son más capaces de no lamentarse en la tristeza.

## Historia
En japonés antiguo, mottainai tenía varias acepciones, incluso la de una mezcla de gratitud y vergüenza por haber recibido un favor más valioso por parte de un superior de lo que uno merece. El concepto fue creado en Japón y está basado en la filosofía budista.
Una de las primeras apariciones de esta palabra tiene lugar en el libro Genpei Jōsuiki (Crónica de la Guerra Genpei, ca. 1247).
Mottainai es una palabra compuesta por mottai y nai. Mottai (勿体) se refiere al valor intrínseco de un objeto material, mientras que nai (無い) indica ausencia o carencia. A su vez, mottai se divide en mochi (勿), inevitable o que no necesita ser discutido, y tai (体), entidad o cuerpo.
Mottai se utilizaba originalmente en la expresión mottai-ga-aru (勿体が有る), literalmente «que tiene mottai», es decir, un objeto o ente con valor. Hoy en día, también se emplea el concepto de mottai en la expresión mottai-buru (勿体振る), «pretencioso» o «con aires de superioridad» por asumir un valor mayor del real.
Los budistas tradicionalmente empleaban la palabra mottainai para expresar pesar ante el desperdicio o el mal uso de algo de naturaleza sagrada o de gran valor, como puede ser un objeto religioso o la enseñanza. Hoy en día, se emplea profusamente el término para denotar el desperdicio de un objeto material, de tiempo o de otro recurso.

## Uso moderno y en la cultura popular

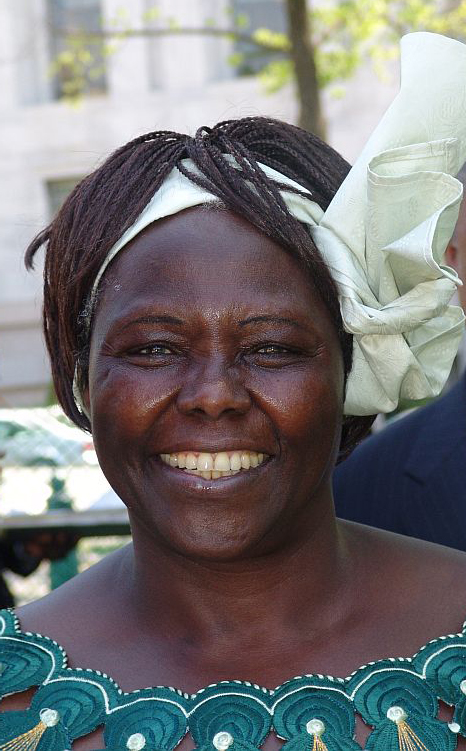
Wangari Maathai, Premio Nobel de la Paz 2004, es una promotora del término mottainai como concepto ecologista.

La ecologista keniana Wangari Maathai, galardonada en 2004 con el Premio Nobel de la Paz, ha promovido el uso del concepto mottainai como sinónimo aproximado de la expresión «reduce, reutiliza, recicla». Sin embargo, esa frase no incluye el concepto de vergüenza o pesar que implica la palabra en japonés. 
Maathai visitó Japón para asistir a un evento relacionado con el Protocolo de Kioto en 2005. Para entonces, había aprendido esta palabra a través de la cobertura del evento en el periódico Mainichi Shinbun, y quedó impresionada por la profunda similitud entre el significado de la palabra japonesa y algunos conceptos equivalentes en inglés y suajili relacionados con la responsabilidad de las personas de respetar el planeta a través de la frugalidad y la conservación. Tras haber aprendido la palabra, Maathai la empleó en numerosas conferencias en diversos países.
Maathai declaró ante la televisión japonesa que había intentado encontrar palabras equivalentes a mottanai en otros idiomas para extender el concepto por todo el mundo, pero en vano. Por ello, promovió el uso de la palabra mottanai como expresión internacional. 
El cantautor Masashi Sada también ha promovido esta palabra, y compuso la canción «Mottanai» para revitalizar el espíritu de este concepto en Japón. En abril y mayo de 2007 se tocó la canción en el programa infantil de la NHK La canción de todos (みんなのうた, minna-no-uta), con el fin de promover la concienciación de los niños de la necesidad de preservar los recursos.

## Desperdicio de comida en Japón
El Ministerio de Agricultura calcula que se tiraron 23 millones de toneladas de comida en 2007, por un valor de 11 billones de yenes (120.000 millones de dólares estadounidenses), el equivalente de toda la producción agrícola de Japón. Además, cuesta 2 billones de yenes (21.000 millones de dólares) procesar estos desperdicios.